# BBNJ
BBNJ（びーびーえぬじぇー、英語: marine Biological diversity Beyond areas of National Jurisdiction）とは、いずれの国の管轄にも属さない区域（公海及び深海底）における海洋生物多様性を指す用語である。
「海洋法に関する国際連合条約」（国連海洋法条約）における制度では公海及び深海底にはいずれの国の管轄権も及ばず、生物多様性の保全及び持続可能な利用についての規律が不十分であるため、生物多様性の問題の中でも特に「BBNJの保全及び持続可能な利用」を独自の問題として扱う必要性が生じた。後述するが、2002年の「持続可能な開発に関する世界首脳会議」（ヨハネスブルグ・サミット）以降、およそ20年の議論を経て、2023年にBBNJに関する初の国際条約、国連公海等生物多様性協定（BBNJ協定）が国連において採択された。ただし、国連公海等生物多様性協定は2025年6月現在、未だ未発効である。

## 概要
海に関する国際法においては、18世紀頃から慣習国際法として、海洋を沿岸国の領有できる領海と沿岸国の領有できない公海に分け、公海では「公海自由の原則」が確立し、いかなる国にも属さず、また、全ての国が自由に公海とその資源を使用することができた。その後、1982年には海に関する国際法として最も普遍的かつ包括的な条約であり「海の憲法」とも呼ばれる国連海洋法条約が採択され、国連海洋法条約は、海及び海底を内水、群島水域、領海、排他的経済水域、公海、大陸棚、深海底に分類した。このうち内水、群島水域、領海、排他的経済水域、大陸棚については、沿岸国の主権・主権的権利・管轄権が及ぶが、公海、深海底にはいずれの国も属地的な管轄権が及ばない。
公海上の区域に対し属地的な管轄権を有する国はなく、公海上では旗国主義に基づき、船舶の旗国が当該船舶に属人的な管轄権を有するのみである。さらに、深海底においても属地的な管轄権を有する国はなく、国連海洋法条約に基づき設立された国際海底機構が深海底の資源を一元的に管理してはいるが、対象となる資源は鉱物資源のみである。生物多様性の保全のためには区域に基づく規制が不可欠であるとされているが、上記のように属地的な管轄権を欠いている区域である公海や深海底ではそれができない。
国連海洋法条約採択後には、国際的に生物多様性に対する関心が強まっていき、1992年の「環境と開発に関する国際連合会議」で生物多様性条約が採択されたが、生物多様性条約においても国の管轄権を超える区域は適用範囲外とされたため、BBNJの保全及び持続可能な利用が課題として残されていた。
そのような中、2002年のヨハネスブルグ・サミットで採択された成果文書でいずれの国の管轄にも属さない区域における海洋生物多様性を保全することが求められて以降、国際社会のBBNJに対する関心は高まり、2004年にはBBNJの保全及び持続可能な利用についての問題を検討するための「非公式公開特別作業部会」（Ad Hoc Open-ended Informal Working Group）を国連総会の下部機関として設置する旨の決議を国連総会が採択した。非公式公開特別作業部会は2006年から作業を開始し、2011年6月の第4回会合では、BBNJに関するものとして「利益配分の問題を含む海洋遺伝資源」「海洋保護区を含む区域型管理ツール」「環境影響評価」「能力構築及び技術移転」の４つの主題について扱うことで合意に達した。
その後、2012年の「国連持続可能な開発会議」（リオ＋20）において採択された成果文書「我々の求める未来」においては、2015年までにBBNJの問題を国連総会において緊急に取り組むという公約がなされた。それを受け、2015年6月には国連総会がBBNJについての条約を作成することを決定し、同時に、条約の条文草案の要素をまとめるための準備委員会も設置した。準備委員会は2016年から作業を開始し、2017年には国連総会に進捗を報告した。
2017年12月に国連総会は準備委員会の報告に基づき、BBNJについての条約を作成するための正式な条約交渉を開始することと、そのために2018年から2020年にかけ政府間会議を招集することを決定した。しかし、政府間会議は、新型コロナウイルス感染症のパンデミックの影響もあり結局2023年まで延期された。その成果として、2023年6月19日、国連本部においてBBNJに関する初の国際条約、国連公海等生物多様性協定が採択された。

## 海洋遺伝資源
生物多様性条約において、遺伝の機能的な単位を有する植物，動物，微生物その他に由来する素材を遺伝素材といい、現実の又は潜在的な価値を有する遺伝素材を遺伝資源という。遺伝資源の利用は生物多様性の構成要素の利用に当たる。生物多様性条約では「遺伝資源の利用から生ずる利益の公正かつ衡平な配分」をその主要な目的の１つとしており、第10回締約国会議（COP10)においては遺伝資源の利益配分についての「名古屋議定書」も締結している。ただし、生物多様性条約及び名古屋議定書では国の管轄権が及ばない区域（公海、深海底）は適用範囲外であり、公海や深海底にある遺伝資源は対象とはならない。
1977年2月にアメリカの深海探査艇アルビン号が熱水噴出孔に多様な生物が生息しているのを発見して以降、海洋の科学的調査の進展により、深海にある海底熱水鉱床、熱水噴出孔、海山、冷水性サンゴ礁などには極限環境生物と呼ばれる生物などが多く生息していることがわかってきており、また、それらの生物の遺伝素材は医薬品の開発などに応用できる可能性があり、「海洋遺伝資源」（marine genetic resources:MGR)として注目されている。しかし、バイオプロスペクティングなどにより、そのような海洋遺伝資源にアクセスするには高度な技術を要し、また、公海や深海底は生物多様性条約及び名古屋議定書が適用されないため、海洋遺伝資源から得られる利益は事実上先進諸国による独占状態となる。
これに対し、途上国は海洋遺伝資源は「人類の共通の財産」（Common Heritage of Mankind：CHM)であり海洋遺伝資源から得られる利益は衡平に配分するべきと主張している。他方、先進諸国は海洋遺伝資源の取得は公海自由の原則に基づき自由であるべきと主張し、また、海洋遺伝資源に知的財産権を認めるべきか否かも問題となっている。この論争は、国連公海等生物多様性協定において、海洋遺伝資源について利益の公正かつ衡平な配分を行うことを原則としたことで決着を見た。

## 海洋保護区
BBNJの保全のためには区域に基づき規制を行う必要があり、そのような規制方法は区域型管理ツール（Area-Based Management Tools:ABMT)と総称されている。区域型管理ツールの中でも特に有用なのが海洋保護区（Marine Protected Area：MPA)である。海洋保護区は一切の活動を禁止する漁業禁止区域や航行禁止区域のみを指すのではなく、法的手法などにより周辺海域に比べより保護されている海域を指す。一般的な定義はないが、国際自然保護連合（IUCN)は「生態系サービス及び文化的価値を含む自然の長期的な保全を達成するため、法律又は他の効果的な手段を通じて認識され、供用され及び管理される明確に定められた地理的空間」と定義している。
海洋保護区のほとんどは領海や排他的経済水域において沿岸国がその主権・主権的権利・管轄権に基づき、設定しているものである。公海は「公海自由の原則」があるため、他国による公海の使用を強制的に制限することはできないが、公海自由の原則は国連海洋法条約第87条に「公海の自由は、この条約及び国際法の他の規則に定める条件に従って行使される」とある通り「国際法の規則」によって制限することはできるため、公海の自由に対する制限に自主的に同意する国が、それらの国同士で条約を締結したり国際機関を設立したりして、海洋保護区を設定することは可能である。これを受けて、国連公海等生物多様性協定においては、公海上に海洋保護区を設定する枠組みを規定している。ただし、当然のことながら、その海洋保護区は条約の非締約国や国際機関の非加盟国に対しては効力が及ばない。
国連公海等生物多様性協定のほかに、海洋保護区やそれに類似するものを公海上に設定もしくは設定しうる主要な例を以下に紹介する。

### 特別敏感海域
特別敏感海域（Particularly Sensitive Sea Areas:PSSA)とは、国際海事機関（IMO)が海洋環境保護の目的で一定の海域に設定する海洋保護区であり「認められた生態学的、社会経済的または科学的な特性の重要性により、国際海運活動から受ける損害に脆弱な、IMOによる行動を通じて特別な保護を必要とする海域」と定義されている。PSSA自体はIMO総会が1991年に採択した「特別海域の指定及び特別敏感海域の特定のための指針」（91年ガイドライン）により創設されたIMO独自の制度であり法的拘束力はないが、IMOは国連海洋法条約における「権限のある国際機関」であり、その正当性は強い。
PSSAが実際に公海上に設定された例はないが、2005年に改訂された「特別敏感海域の特定及び指定のための改訂ガイドライン」（2005年改訂ガイドライン）には「領海の範囲内あるいは外のPSSAは」（PSSAs within and beyond the limits of the territorial sea）と記述されており、このことから、理論上は公海上にもPSSAを設定することは可能であると解釈されている。

### 南極海洋生物資源保存条約
南極海洋生物資源保存条約（南極の海洋生物資源の保存に関する条約 ）は、南極条約を補完する条約であり、南極地域の海洋生物資源を保存するために締結された。この条約に基づき設立された南極海洋生物資源保存委員会（CCAMLR)は、2009年に世界初となる公海上の海洋保護区をサウス・オークニー諸島南の海域に設定した。また、2016年にはロス海の公海上の区域にも海洋保護区を設置している。ロス海海洋保護区はその一部の区域で漁業を禁止している。

### オスパール条約
1998年に発効したオスパール条約（北東大西洋の海洋環境保護のための条約）は、北東大西洋の海洋環境を保護するための地域的条約である。オスパール条約では、（ⅰ）人間活動によって悪影響を被ってきた種やその生息地・生態系全体を保護し回復すること、（ⅱ）予防原則に従って種・生息地・生態系全体に対するダメージを防ぐこと、（ⅲ）海洋において種・生息地・生態系全体を最もよく代表するような区域を保護し保全すること、を目的として海洋保護区を設置するとしている。2010年の第3回閣僚会合において、以下の６つの海洋保護区を公海上に設置した。
1. チャーリー・ギブス南保護区（Charlie‐Gibbs South MPA）
2. ミルン海山複合体保護区（Milne Seamount Complex MPA）
3. アゾレス諸島北の大西洋中央海嶺公海保護区（Mid‐Atlantic Ridge north of the Azores High Seas MPA）
4. アルタイル海山公海保護区（Altair Seamount High Seas MPA）
5. アンチアルタイル公海保護区（Antialtair High Seas MPA）
6. ジョセフィーン海山複合体公海保護区（Josephine Seamount Complex High Seas MPA）

このうち、チャーリー・ギブス南保護区とミルン海山複合体保護区はその全ての区域が完全に公海上に位置している。
また、2012年には新たにチャーリー・ギブス北公海保護区（Charlie‐Gibbs North High Seas MPA）も公海上に設置している。

### EBSA
生物多様性条約の第9回締約国会議（COP9)において公海における生物多様性の保全において重要な海域を特定するためのものとして「生態学的あるいは生物学的に重要な海域 」（ecologically and biologically significant marine areas;EBSA)という概念とその基準が提唱され、公海におけるEBSAの選定が行われている。ただし、EBSA自体はあくまで科学的な観点から生物多様性の保全上重要な海域を特定するというものであり、それ自体は海洋保護区ではない。
第10回締約国会議（COP10)で採択された「愛知目標」の目標11では、「2020年までに、生物多様性と生態系サービスのために特に重要な区域を含む沿岸及び海域の少なくとも10％を、保護地域システムやその他の効果的管理により保全すること」としている。これにより、EBSAが海洋保護区として設定されることが促進されると期待されている。

### 地域的漁業機関
その他、北東大西洋漁業委員会（NEAFC)、北西大西洋漁業機関（NAFO)、南東大西洋漁業機関（SEAFO)、地中海漁業一般委員会（GFCM)、南インド洋漁業協定（SIOFA)などの各種地域的漁業機関（RFMO)も公海上に海洋保護区を設定している。

## 環境影響評価
環境影響評価(environmental impact assessment:EIA)は、国連海洋法条約第206条に該当する場合については国際法上の義務となる。
国際海洋法裁判所（ITLOS)の海底紛争裁判部は、2011年の「深海底における探査活動を行う個人及び団体を保証する国家の責任及び義務」についての勧告的意見において、国連海洋法条約第206条における義務は、公海、深海底においても慣習国際法上の義務である'ことを示唆した。
また、国連公海等生物多様性協定においては、公海、深海底における活動等においても環境影響評価を行うことを第28条において義務付けている。

## 能力構築及び技術移転
海洋の科学的調査や海洋遺伝資源の利用については高度な技術が必要となるため途上国が行うことは難しい。先進国による資源や利益の独占を防ぐためには、途上国の能力構築と、途上国への技術移転が不可欠である。能力構築及び技術移転については国連海洋法条約第266条などにおいて定められている。
ただし、海洋技術の移転の際には、国連海洋法条約第267条により、海洋技術の所有者等の正当な利益(知的財産権など）を保護する必要がある。

### 深海底における活動に関する能力構築及び技術移転
深海底においても国連海洋法条約第144条などにおいて技術移転に関する規定が定められている。
ただし、深海底の制度については国連海洋法条約採択当時から先進国による反発が大きかったため、第11部実施協定によってその規定が弱められているのが実情である。例えば、第11部実施協定の附属書第5節1項では、「公開の市場における公正かつ妥当な商業的条件で又は合弁事業の取り決めを通じて」海洋技術を入手できない場合には「知的所有権の有効な保護と両立する公正かつ妥当な商業的条件で当該技術を入手することを促進する」に止めている。

## 国連公海等生物多様性協定
BBNJに関する初の国際条約である国連公海等生物多様性協定（BBNJ協定）は2023年6月19日に国連本部において採択された。2025年6月現在は未発効で、60ヶ国が批准することが発効要件となっている。この協定は第11部実施協定、国連公海漁業協定に次ぐ、国連海洋法条約の下での第3の実施協定となる。76の条文と2つの付属書から成り、主に海洋遺伝資源、区域型管理ツール（海洋保護区）、環境影響評価、能力構築・海洋技術移転、資金に関する制度、紛争解決について規定している。この協定により、
- 取得の機会・利益配分委員会
- 能力開発・海洋技術移転委員会
- 資金に関する財政委員会
- 実施・遵守委員会
- 科学技術機関
- 事務局

の6つの機関が設置される。

### 締約国・署名国
2025年8月現在、締約国は53ヶ国および欧州連合（EU)、署名のみの国が139ヶ国となっている。（このうち署名のみの国には3つの国連非加盟国を含む。）
| 国                               | 署名年月日     | 批准・承認・受諾・加入年月日 |
| -------------------------------- | -------------- | ---------------------------- |
| アルバニア                       | 2025年2月20日  | 2025年6月9日                 |
| アンドラ                         | 2025年6月9日   |                              |
| アンゴラ                         | 2025年1月22日  |                              |
| アンティグア・バーブーダ         | 2023年9月20日  | 2025年3月12日                |
| アルゼンチン                     | 2024年6月18日  |                              |
| アルメニア                       | 2025年6月9日   |                              |
| オーストラリア                   | 2023年9月20日  |                              |
| オーストリア                     | 2023年9月20日  |                              |
| バハマ                           | 2024年4月12日  | 2025年6月9日                 |
| バングラデシュ                   | 2023年9月20日  | 2024年9月26日                |
| バルバドス                       | 2024年9月26日  | 2024年9月26日                |
| ベルギー                         | 2023年9月20日  | 2025年6月9日                 |
| ベリーズ                         | 2023年9月22日  | 2024年4月8日                 |
| ボリビア多民族国                 | 2023年9月20日  |                              |
| ボツワナ                         | 2024年9月24日  |                              |
| ブラジル                         | 2023年9月21日  |                              |
| ブルガリア                       | 2023年9月20日  |                              |
| ブルキナファソ                   | 2024年9月25日  |                              |
| ブルンジ                         | 2025年6月9日   |                              |
| カーボベルデ                     | 2023年9月20日  |                              |
| カンボジア                       | 2025年6月9日   |                              |
| カメルーン                       | 2025年5月2日   |                              |
| カナダ                           | 2024年3月4日   |                              |
| チリ                             | 2023年9月20日  | 2024年2月20日                |
| 中国                             | 2023年9月20日  |                              |
| コロンビア                       | 2023年9月20日  |                              |
| コモロ                           | 2025年6月2日   |                              |
| コンゴ共和国                     | 2023年9月20日  |                              |
| クック諸島                       | 2023年9月22日  |                              |
| コスタリカ                       | 2023年9月20日  | 2025年5月22日                |
| コートジボワール                 | 2024年9月24日  | 2025年6月9日                 |
| クロアチア                       | 2023年9月20日  | 2025年6月9日                 |
| キューバ                         | 2023年9月20日  | 2024年6月28日                |
| キプロス                         | 2023年9月20日  | 2025年5月28日                |
| チェコ                           | 2023年9月29日  |                              |
| デンマーク                       | 2023年9月20日  | 2025年6月9日                 |
| ジブチ                           | 2025年5月9日   |                              |
| ドミニカ国                       | 2023年9月21日  | 2025年6月3日                 |
| ドミニカ共和国                   | 2023年9月20日  |                              |
| エクアドル                       | 2023年9月21日  |                              |
| エジプト                         | 2024年10月14日 |                              |
| 赤道ギニア                       | 2025年6月9日   |                              |
| エストニア                       | 2023年9月20日  |                              |
| 欧州連合                         | 2023年9月20日  | 2025年5月28日                |
| フィジー                         | 2023年9月20日  | 2025年6月9日                 |
| フィンランド                     | 2023年9月20日  | 2025年5月28日                |
| フランス                         | 2023年9月20日  | 2025年2月5日                 |
| ガボン                           | 2023年9月20日  |                              |
| ガンビア                         | 2024年9月27日  |                              |
| ドイツ                           | 2023年9月20日  |                              |
| ガーナ                           | 2023年9月20日  |                              |
| ギリシャ                         | 2023年9月21日  | 2025年6月9日                 |
| グレナダ                         | 2024年12月19日 |                              |
| ギニア                           | 2025年6月9日   |                              |
| ギニアビサウ                     | 2025年6月9日   | 2025年6月9日                 |
| ホンジュラス                     | 2023年9月20日  |                              |
| ハンガリー                       | 2023年9月21日  | 2025年5月28日                |
| アイスランド                     | 2023年9月20日  |                              |
| インド                           | 2024年9月25日  |                              |
| インドネシア                     | 2023年9月20日  | 2025年6月10日                |
| アイルランド                     | 2023年9月20日  |                              |
| イタリア                         | 2023年9月22日  |                              |
| ジャマイカ                       | 2024年9月24日  | 2025年6月9日                 |
| ヨルダン                         | 2025年6月9日   | 2025年6月9日                 |
| ケニア                           | 2024年9月24日  |                              |
| キリバス                         | 2025年3月12日  |                              |
| ラオス                           | 2023年9月20日  |                              |
| ラトビア                         | 2023年9月20日  | 2025年5月28日                |
| レバノン                         | 2025年6月9日   |                              |
| レソト                           | 2025年6月9日   |                              |
| リベリア                         | 2024年9月24日  | 2025年6月9日                 |
| リトアニア                       | 2023年9月20日  |                              |
| ルクセンブルク                   | 2023年9月20日  |                              |
| マダガスカル                     | 2024年9月25日  |                              |
| マラウイ                         | 2023年9月20日  | 2025年2月27日                |
| モルディブ                       | 2024年9月3日   | 2024年9月24日                |
| マルタ                           | 2023年9月20日  | 2025年6月9日                 |
| マーシャル諸島                   | 2023年9月20日  | 2025年3月12日                |
| モーリタニア                     | 2023年9月22日  | 2025年6月9日                 |
| モーリシャス                     | 2023年9月20日  | 2024年5月30日                |
| メキシコ                         | 2023年9月20日  |                              |
| ミクロネシア連邦                 | 2023年9月20日  | 2024年6月3日                 |
| モナコ                           | 2023年9月20日  | 2024年5月9日                 |
| モンテネグロ                     | 2025年6月10日  |                              |
| モロッコ                         | 2023年9月21日  |                              |
| ナウル                           | 2023年9月22日  |                              |
| ネパール                         | 2023年9月20日  |                              |
| オランダ王国                     | 2023年9月20日  |                              |
| ニュージーランド                 | 2023年9月20日  |                              |
| ナイジェリア                     | 2024年5月3日   |                              |
| ニウエ                           | 2025年6月9日   |                              |
| 北マケドニア                     | 2025年6月9日   |                              |
| ノルウェー                       | 2023年9月20日  | 2025年6月4日                 |
| パラオ                           | 2023年9月20日  | 2024年1月22日                |
| パナマ                           | 2023年9月20日  | 2024年10月23日               |
| パプアニューギニア               | 2025年6月9日   |                              |
| ペルー                           | 2025年6月9日   |                              |
| フィリピン                       | 2023年9月20日  |                              |
| ポーランド                       | 2023年9月21日  |                              |
| ポルトガル                       | 2023年9月20日  | 2025年5月28日                |
| 韓国                             | 2023年10月31日 | 2025年3月19日                |
| ルーマニア                       | 2023年9月20日  | 2025年6月4日                 |
| サモア                           | 2023年9月20日  |                              |
| サントメ・プリンシペ             | 2024年9月24日  |                              |
| セネガル                         | 2025年6月10日  |                              |
| セルビア                         | 2025年6月9日   |                              |
| セーシェル                       | 2023年9月20日  | 2024年4月13日                |
| シエラレオネ                     | 2023年9月20日  |                              |
| シンガポール                     | 2023年9月20日  | 2024年9月24日                |
| スロバキア                       | 2023年9月20日  |                              |
| スロベニア                       | 2023年9月20日  | 2025年5月28日                |
| ソロモン諸島                     | 2023年9月20日  | 2025年6月9日                 |
| 南アフリカ                       | 2025年6月9日   |                              |
| スペイン                         | 2023年9月20日  | 2025年2月4日                 |
| スリランカ                       | 2025年2月20日  |                              |
| セントクリストファー・ネイビス   | 2025年6月9日   |                              |
| セントルシア                     | 2023年9月20日  | 2024年11月26日               |
| セントビンセント・グレナディーン | 2023年9月20日  |                              |
| パレスチナ                       | 2023年9月20日  |                              |
| スリナム                         | 2025年6月19日  |                              |
| スウェーデン                     | 2023年9月20日  |                              |
| スイス                           | 2025年2月5日   |                              |
| タイ                             | 2025年4月17日  |                              |
| 東ティモール                     | 2023年9月20日  | 2024年9月26日                |
| トーゴ                           | 2023年9月22日  |                              |
| トンガ                           | 2024年1月26日  |                              |
| トルコ                           | 2024年9月27日  |                              |
| ツバル                           | 2023年9月20日  | 2025年6月9日                 |
| イギリス                         | 2023年9月20日  |                              |
| タンザニア                       | 2023年9月20日  |                              |
| アメリカ合衆国                   | 2023年9月20日  |                              |
| ウルグアイ                       | 2024年1月29日  |                              |
| バヌアツ                         | 2023年11月30日 | 2025年6月9日                 |
| ベトナム                         | 2023年9月20日  | 2025年6月9日                 |
| イエメン                         | 2025年6月9日   |                              |
| ザンビア                         | 2024年2月13日  |                              |
| ジンバブエ                       | 2025年3月5日   |                              |